# Municipio de Union (condado de Mercer)
El municipio de Union (en inglés: Union Township) es un municipio ubicado en el condado de Mercer en el estado estadounidense de Ohio. En el año 2010 tenía una población de 1415 habitantes y una densidad poblacional de 15 personas por km².

## Geografía
El municipio de Union se encuentra ubicado en las coordenadas 40°41′12″N 84°30′50″O / 40.68667, -84.51389. Según la Oficina del Censo de los Estados Unidos, el municipio tiene una superficie total de 94.36 km², de la cual 94,22 km² corresponden a tierra firme y (0,15 %) 0,14 km² es agua.

## Demografía
Según el censo de 2010, había 1415 personas residiendo en el municipio de Union. La densidad de población era de 15 hab./km². De los 1415 habitantes, el municipio de Union estaba compuesto por el 98,09 % blancos, el 0,14 % eran afroamericanos, el 0,49 % eran amerindios, el 0,14 % eran isleños del Pacífico, el 0,07 % eran de otras razas y el 1,06 % eran de una mezcla de razas. Del total de la población el 1,84 % eran hispanos o latinos de cualquier raza.